# Jeanne Dumée
Jeanne Dumée (1660-1706) astrònoma francesa, autora de Entretiens sur l'opinion de Copernic touchant la mobilité de la terre (Converses sobre l'opinió de Copèrnic amb relació a la mobilitat de la Terra).

## Biografia
Jeanne Dumée va néixer a París entre els anys 1657 i 1661 però no hi ha informació verificada. De molt jove es va interessar per la ciència, especialment per l'Astronomia, en un moment en què a París s'havia fundat la Reial Acadèmia de Ciències i més tard l'Observatori Astronòmic.
Casada amb un militar, va quedar vídua als 17 anys i es va dedicar completament a l'estudi de l'Astronomia. Hauria adquirit coneixements en aquesta disciplina llegint totes les publicacions de la seva època sobre aquest tema, però també assistint a més d'una vintena d'observatoris d'aficionats. Va seguir amb gran interès els descobriments de Jean-Dominique Cassini (1625-1712) sobre a Júpiter, Mart i Saturn. Fins i tot va instal·lar un observatori a les golfes de casa seva per comprovar per ella mateixa el que s'estava llegint sobre les observacions dels seus contemporanis.
Ha passat a la història de la ciència per la seva obra sobre les teories de Copèrnic, malgrat que mai va ser publicades. Bàsicament el treball de Dumée tractava de posar de manifest que l'observació de Venus i els satèl·lits de Júpiter provava el moviment de la Terra i la validesa de les teories de Copèrnic i Galileu. El manuscrit va ser revisat per La Roque (1680) i posteriorment se'n van fer còpies, alguna d'elles dedicades a Louis Boucherat (1616-1699) i d'una d'elles la Biblioteca Nacional de França en posseeix un manuscrit
S'ha considerat que l'aportació de Jeanne Dumée no es exclusivament de caràcter científic, si no que tenint en compte l'època en què va viure té un fort component feminista que ella mateixa remarcava: " ... es pot dir que es un treball massa delicat per a les persones del meu sexe .... però entre el cervell d'una dona i el d'un home no hi ha cap diferència .."